# Kubánské jaro
Kubánské jaro (španělsky La Primavera de Cuba) je česko-rakouský dokumentární film, který v roce 2003 natočili Chilané Carlos González Sháněl a Juan Pablo Rodríguez. Film byl promítán v televizi ve Spojených státech, České republice a na Slovensku. Česká televize tento dokument vysílala poprvé v roce 2003. Dále byl promítán na mnoha festivalech, včetně Festivalu Jeden Svět nebo španělského festivalu Documenta Madrid. Byl přeloženy do angličtiny, češtiny, polštiny a němčiny.

## Synopse
Tento film je sondou do kubánské reality skryté za závojem politické propagandy režimu Fidela Castra. Hlavním hrdinou Kubánského jara je vůdčí osobnost kubánské opozice Oswaldo Payá Sardiñas, který vysvětluje úsilí disentu o nenásilnou transformaci na „ostrově svobody“, a to i navzdory masivní vlně represí rozpoutané režimem v březnu roku 2003, při níž bylo odsouzeno k trestům odnětí svobody až na 28 let více než 70 nezávislých novinářů a členů opozice.
Autoři natočili rozhovory s některými z těchto lidí těsně před jejich uvězněním. Jejich výpovědi se střídají s velice emotivním svědectvím jejich příbuzných pouhé dva měsíce po jejich zatčení a uvěznění. Kubánské jaro vypovídá nejen o strachu, který na ostrově vládne, ale též o nadějích prostých Kubánců, kteří se dožadují změn stejně jako stále sílící opozice, která věří, že její boj přinese své plody. Na Kubě stále existuje informační blokáda a platí zákony, které realizaci podobných dokumentárních filmů trestají. Tento film byl proto natočen v podmínkách utajení.